# Quimilí
Quimilí è una città dell'Argentina, appartenente alla provincia di Santiago del Estero, situata a 200 km a nord-est del capoluogo provinciale.